# Агапеев, Александр Петрович
Все даты в статье приводятся по Юлианскому календарю
Александр Петрович Агапеев (1868 — 31 марта 1904) — русский военный деятель, полковник Генерального штаба.

## Биография
Из дворянского рода Агапеевых, давшем России ряд старших офицеров и генералов. Учился сперва в 1-м Московском кадетском корпусе, затем — в Николаевском инженерном училище (которое окончил лучшим в выпуске, за что удостоился права занесения своего имени на мраморную доску), откуда был выпущен офицером в Сапёрный лейб-гвардии батальон. После недолгой службы в батальоне, поступил в Николаевскую академию генерального штаба, окончив которую, служил в Варшавском военном округе. 
В 1900—1901 годах в составе русского военного контингента участвовал в подавлении Боксёрского восстания в Китае (участвовал в боях под Айгуном, Бейтаном, Лутаем). Особенно отличился в сражении при Лутае, в котором участвовал в качестве начальника штаба отряда (колонны) генерала 
К. В. Церпицкого, за что был награждён орденом Святого Владимира 4 степени с мечами и бантом и золотым оружием с надписью «за храбрость». После этого был назначен дежурным генералом при штабе адмирала Е. И. Алексеева в Порт-Артуре. По возвращении из Китая был назначен сперва сотрудником, а затем профессором Николаевской академии генерального штаба, которую ранее сам окончил. 
С началом Русско-японской войны, Агапеев, как штабной офицер с опытом работы на Дальнем Востоке, был назначен начальником военного отдела при штабе адмирала С. О. Макарова. В момент гибели адмирала Макарова и художника В. В. Верещагина на броненосце «Петропавловск», Агапеев находился с ними рядом, и тоже погиб.
Агапеев являлся автором работы «Опыт истории развития стратегии и тактики наёмных и постоянных армий» и психологического этюда «Арколе», посвящённого сражению на Аркольском мосту. Помимо этого, он перевёл с немецкого работу «Война наверняка».